# Juan Domingo Perón
Juan Domingo Perón (Lobos, 8 de outubro de 1895 – Buenos Aires, 1 de julho de 1974) foi um militar e político argentino, e presidente da Argentina por três mandatos: de 1946 a 1952, de 1952 a 1955 e de 1973 a 1974.
Embora ainda sejam figuras controversas, Juan e Eva Perón não deixam de ser considerados ícones pelos peronistas. Os seguidores dos Peróns elogiaram seus esforços para eliminar a pobreza e dignificar o trabalho, enquanto seus detratores os consideravam demagogos e ditadores. Os Peróns deram seu nome ao movimento político conhecido como Peronismo, que na atual Argentina é representado principalmente pelo Partido Justicialista.

## Infância e juventude
Filho de Mario Tomás Perón, pequeno fazendeiro e Juana Sosa, e neto de um dos médicos mais famosos do seu tempo, professor Thomas L. Peron, Juan Domingo Perón provém de família parte sarda, parte espanhola.
Sua infância e juventude viveu nos pampas de Buenos Aires e nas planícies do sul da Patagônia argentina, para onde seus pais se mudaram em 1899 em busca de trabalho.
Perón quis ser médico como seu avô, mas em 1911 ingressou no Colégio Militar Nacional, localizado perto de Buenos Aires, graduando-se como segundo tenente de infantaria em 1913.

## Vida militar
Como um jovem oficial, ocupou várias atribuições militares no país, enquanto ascendia em sua carreira. Como capitão, escreveu vários artigos: "Moral Militar", "Higiene Militar", "Campanhas do Alto Peru", "A Frente Oriental da Guerra Mundial de 1914 – Estudos Estratégicos", que foram adotados como livros didáticos nas escolas do Exército.
Em 1930 já era membro do Estado Maior do Exército e professor de história militar na Escola Superior de Guerra. Continuou a publicar textos militares e escreveu um estudo sobre a língua dos índios araucanos, originários da região da Patagônia em "Toponímia Patagônica da Etimologia Araucana" (1935). Em 1936, com patente de major do Exército, foi nomeado adido militar na Embaixada da Argentina na República do Chile e no mesmo ano subiu para o posto de tenente-coronel. Em 1937 publicou o estudo "Pensamento Estratégico e Operacional da Ideia de San Martín na Campanha da Cordilheira dos Andes." Em 1939 Perón juntou-se à missão de estudo no estrangeiro que o Exército Argentino havia enviado para a Europa, com sede na Itália. Ele se especializou em infantaria em regiões de montanha. De volta em 1940, logo após a turnê pela Espanha, Alemanha, Hungria, França, Iugoslávia e Albânia, foi designado para o Centro de Treinamento em Montanha (em Mendoza) e em 1941 foi promovido a coronel. A partir de 1943, sua vida militar começa a dar lugar à vida política, função exercida até sua morte.

## Casamentos
Em 1929, Perón casou-se pela primeira vez com Aurélia Tizón [es], que morreu em 1937 ainda jovem, vítima de cancro no útero.
O seu segundo casamento durou sete anos, de 1945 a 1952, com Eva Perón, mais conhecida como Evita. Eles também tentaram ter filhos, mas não conseguiram e, assim como Aurélia, a segunda esposa também morreu de câncer de útero, com 33 anos.
Em 1961 casou-se pela terceira vez, agora com Maria Estela Martínez, mais conhecida como Isabelita Perón. O matrimônio durou treze anos. Juan também tentou novamente ser pai, mas sem sucesso. A união durou até sua morte, em 1974. Sua esposa o sucedeu na presidência da Argentina até 1976.

## Vida política

### Secretário do Trabalho e Segurança Social
Em dezembro de 1943, foi nomeado Secretário do Trabalho e Segurança Social. Com o apoio do movimento sindical começou a desenvolver uma política ativa de proteção dos trabalhadores: eles criaram os tribunais trabalhistas, o decreto 33 302/43 foi aprovado e estendeu a todos os trabalhadores verbas rescisórias, mais de dois milhões de pessoas foram beneficiadas para estender o sistema de aposentadoria, foi criado Hospital Policlínica para os trabalhadores da estrada de ferro, e as escolas técnicas foram estabelecidas visando os trabalhadores. Aos poucos, ganhou respeito e notoriedade, aumentando sua popularidade e autoridade, especialmente pelo apoio que recebeu de trabalhadores precários chamados "descamisados".
No dia 9 de outubro de 1945, Perón foi destituído do seu cargo por um golpe civil e militar que o pôs na cadeia, provocando uma crise no governo. Eva Duarte e líderes sindicalistas reuniram os trabalhadores da grande Buenos Aires e exigiram a sua libertação. Diante da enorme multidão, os militares não tiveram outra opção senão libertar Perón no dia 17 de outubro do mesmo ano. Neste dia, Perón discursou para 300 mil pessoas e as suas palavras foram retransmitidas pelo rádio para todo o país. No seu discurso prometeu ao povo argentino a realização de eleições que estavam pendentes e construir uma nação forte e justa. Dias depois, casou-se com Evita (como era popularmente chamada Eva Duarte), que o ajudou a dirigir o país nos anos que se seguiram.

## Primeiro mandato de Perón, 1946-1952

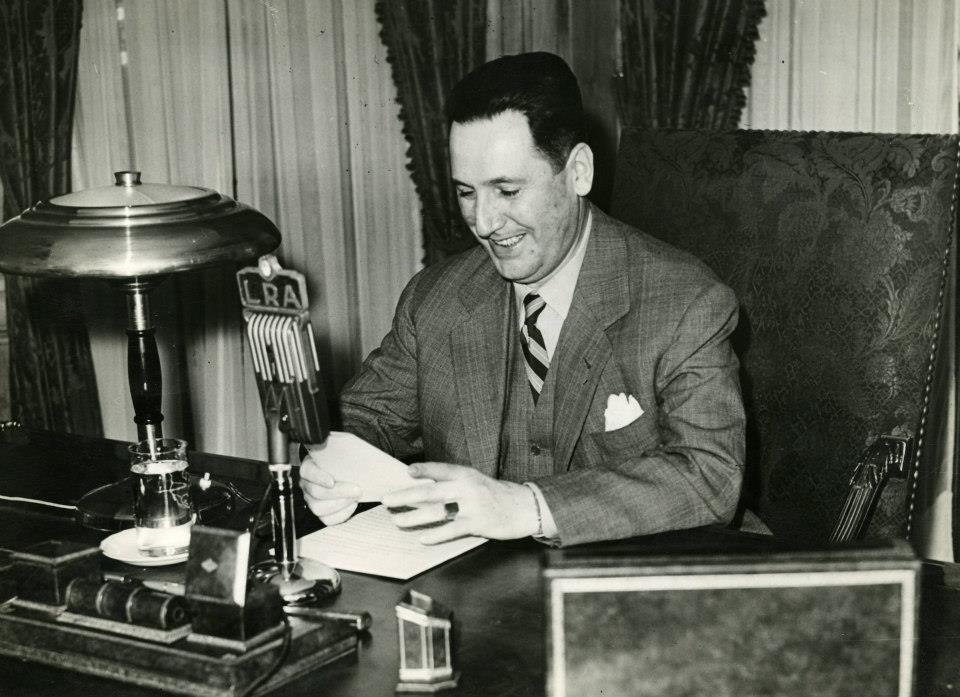
Juan Domingo Perón na Casa Rosada.

Em 1946 a candidatura formada por Perón e Quijano ganhou as eleições de 1946 com 52,4% dos votos, exerceu o seu mandato durante 6 anos. Ao início do mandato, o novo governo herdou uma grande quantidade de reservas internacionais, mas uma economia interna descapitalizada. Seus objetivos eram aumentar o emprego, o crescimento econômico, a soberania nacional e a justiça social. Ele nacionalizou os bancos e ferrovias, o Banco Central e algumas companhias de eletricidade, a indústria cresceu e as importações foram regularizadas. 
Internacionalmente, declarou uma "terceira via" entre as potências da Guerra Fria e tinha boas relações diplomáticas com ambos os países protagonistas (Estados Unidos e União Soviética).
No campo trabalhista, assim como Getúlio Vargas e outros líderes, concedeu vários benefícios aos trabalhadores, como por exemplo: aumento do salário mínimo, 13º salário , folgas semanais, redução da jornada de trabalho, aposentadoria, férias remuneradas, seguro médico e cobertura para os acidentes de trabalho. Porém tudo sem gerar receita. Nesse contexto, os salários aumentaram e o desemprego diminuiu. 
Com o aumento no salário houve um grande aumento no consumo: as vendas de fogões aumentaram 106%, de geladeiras 218%, de calçados 133%, de discos fonográficos 200% e de rádios 600%, incentivadas por programas redistributivos do governo e de crédito barato. Entre 1945 e 1948, a economia cresceu a um recorde de 8,5% ao ano, enquanto os salários reais cresceram 46%.

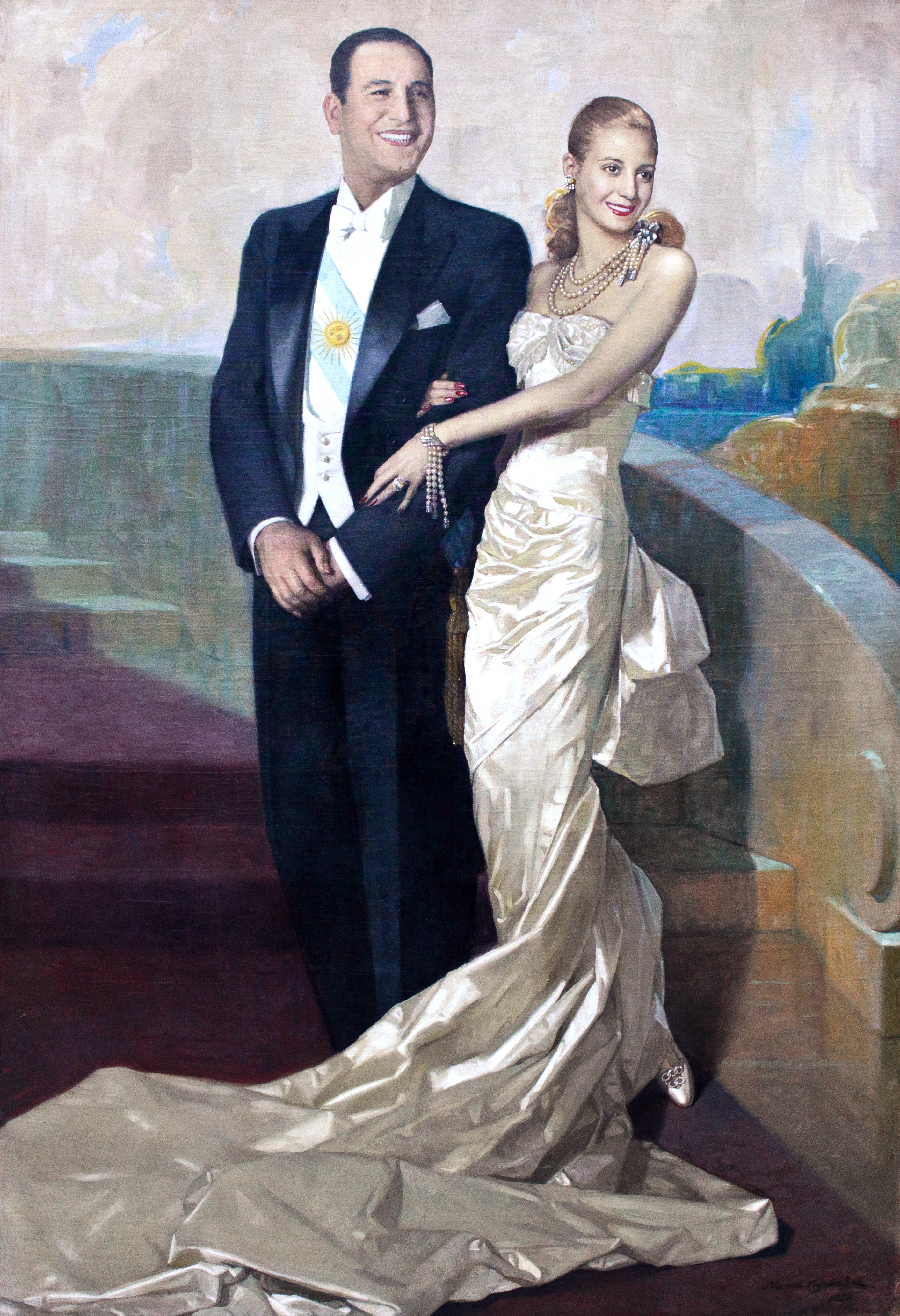
Retrato del Presidente Juan Domingo Perón y su señora esposa María Eva Duarte de Perón, obra de Numa Ayrinhac, 1948

Em 1951, Perón anunciou que a Argentina teria descoberto uma maneira de produzir fusão nuclear, algo sem precedentes. À época, somente os Estados Unidos, o Reino Unido e a União Soviética tinham obtido êxito, e ainda assim mediante fissão nuclear. O programa de desenvolvimento da tecnologia foi denominado Projeto Huemul, e era dirigido pelo físico austríaco Ronald Richter. Houve interesse manifestado na imprensa mundial, embora com ceticismo por parte dos americanos e da comunidade de físicos. Após certo tempo, ficou evidente que as alegações eram espúrias, e terminou o interesse mundial que havia sido despertado. Com o aumento dos gastos públicos, o custo da seguridade social cresceu de 19% do PNB para 29% em cinco anos. O Estado cresceu imensamente. A inflação se descontrolou, acabaram-se as reservas de moeda do governo e a agricultura, setor exportador que sustentava o país, ficou descapitalizada com os súbitos encargos trabalhistas. Houve excessos de seus seguidores, que invadiram o Jockey Club de Buenos Aires, queimaram a biblioteca e a pinacoteca. Igrejas católicas foram destruídas. Diante disso, Perón foi deposto, e o novo governo investigou Richter quanto aos custos alocados para o projeto, tendo sido preso ao final. Documentos secretos britânicos desclassificados trinta anos depois, em 1983, revelaram que Perón havia considerado invadir as ilhas Malvinas em 1951, possivelmente devido à sua confiança de que a Argentina seria o primeiro país a explorar a energia atômica para fins industriais. Nunca foi descoberto um meio de controlar a fusão nuclear para produção de energia com fins pacíficos, em escala industrial (ver bomba de hidrogênio).
Em 1952, o governo peronista decide pagar totalmente a dívida. O país, que era devedor de $ 12 500 milhões, tornou-se um credor de mais de $ 5 000 milhões. Ele deu um forte impulso para a construção de novas agências e a expansão da rede ferroviária, que já contava em 1954, com mais de 120 000 km.
Ele lançou o primeiro gasoduto que liga a cidade de Comodoro Rivadavia a Buenos Aires, com um comprimento de 1,6 mil km. Foi inaugurado em 29 de dezembro de 1949, o primeiro do tipo na América do Sul e o maior do mundo na época.
Após as eleições de 1946, Evita começou a abrir a campanha para o sufrágio das mulheres, por meio de manifestações de mulheres e endereços de rádio. O projeto foi apresentado logo após Perón assumir o governo, em junho de 1946. Em 1947, a lei foi aprovada reconhecendo o sufrágio das mulheres, e estabeleceu-se a igualdade de direitos políticos entre homens e mulheres.
A política de saúde foi enfatizada, tornando-se obrigatória a vacinação. Em 1942, antes de assumir o governo, cerca de 6,5 milhões de pessoas tinham execução de abastecimento de 4 milhões de serviços de saneamento de água, e em 1955 os beneficiários eram 10 milhões e 5,5 milhões, respectivamente.[carece de fontes?]

## Segundo mandato de Perón, 1952-1955

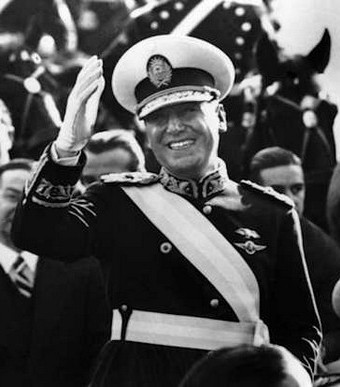
Perón com a faixa presidencial argentina.

Enfrentando apenas oposição simbólica da UCR e do Partido Socialista e apesar de não ter conseguido colocar sua popular esposa, Eva, como companheira de chapa, Perón foi reeleito em 1951 por uma margem de mais de 30%. Ele iniciou seu segundo mandato em junho de 1952 com sérios problemas econômicos, porém, agravados por uma forte seca que ajudou a levar a um déficit comercial de US$ 500 milhões (esgotando as reservas).
Perón convocou empregadores e sindicatos para um Congresso de Produtividade para regular o conflito social por meio do diálogo, mas a conferência falhou sem chegar a um acordo. As divisões entre os peronistas se intensificaram e a crescente desconfiança do presidente levou à renúncia forçada de vários aliados valiosos. Novamente na defensiva, Perón acelerou as promoções dos generais e estendeu a eles aumentos salariais e outros benefícios.
A oposição a Perón tornou-se mais ousada após a morte de Eva Perón em 26 de julho de 1952. Em 15 de abril de 1953, um grupo terrorista detonou duas bombas em uma manifestação pública na Plaza de Mayo, matando sete pessoas e ferindo 95. Em meio ao caos, Perón exortou a multidão para tomar represálias; eles abriram caminho para os locais de reunião de seus adversários, a sede do Partido Socialista da virada do século e o aristocrático Jockey Club (ambos alojados em magníficos edifícios Beaux-Arts) e os incendiaram completamente.  
Atraídas por uma economia com o mais alto padrão de vida da América Latina e uma nova usina siderúrgica em San Nicolás de los Arroyos, as montadoras FIAT e Kaiser Motors responderam à iniciativa inaugurando novas instalações na cidade de Córdoba, assim como o setor de cargas divisão de caminhões da Daimler-Benz, os primeiros investimentos desse tipo desde a inauguração da linha de montagem argentina da General Motors em 1926. Perón também assinou um importante contrato de exploração com a Standard Oil Company da Califórnia, em maio de 1955, consolidando sua nova política de substituição das duas maiores fontes de déficits comerciais crônicos da época (petróleo importado e veículos motorizados) com a produção local trazida por meio de investimentos estrangeiros. 
No final de 1954, Perón revelou reformas muito mais controversas para o normalmente conservador público argentino, a legalização do divórcio e da prostituição. Os líderes argentinos da Igreja Católica Romana, cujo apoio ao governo de Perón vinha diminuindo constantemente desde o advento da Fundação Eva Perón, eram agora antagonistas declarados do homem que chamavam de "o tirano". Embora grande parte da mídia argentina tenha sido, desde 1950, controlada ou monitorada pelo governo, artigos chocantes sobre seu relacionamento contínuo com uma garota menor de idade chamada Nélida Rivas (conhecida como Nelly).

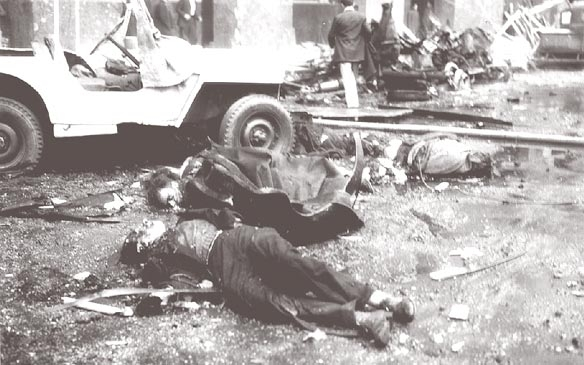
Cena na Plaza de Mayo após uma tentativa fracassada de golpe contra Perón, 16 de junho de 1955.

Em pouco tempo, porém, o humor do presidente sobre o assunto acabou e, após a expulsão de dois padres católicos que ele acreditava estarem por trás de seus recentes problemas de imagem, uma declaração de 15 de junho de 1955 da Sagrada Congregação Consistorial (não do Papa Pio XII, o único que tinha autoridade para excomungar um chefe de estado), foi interpretada como declarando Perón excomungado. No dia seguinte, ocorreu um ataque das forças militares contra a Casa Rosada, que ficou conhecido como o Bombardeio da Praça de Maio. Forças da aviação naval e da aeronáutica bombardearam a sede do governo e a Praça de Mayo, onde aconteciam manifestações populares em apoio a Perón, causando a morte de mais de trezentas pessoas e ferimentos em cerca de oitocentas. Perón saiu ileso, pois não se encontrava na sede do governo no momento dos ataques.
O incidente, parte de uma tentativa de golpe contra Perón, matou 364 pessoas e foi, do ponto de vista histórico, o único ataque aéreo já realizado em solo argentino, além de um presságio do caos que a sociedade argentina sofreria na década de 1970. Além disso, desencadeou uma onda de represálias por parte dos peronistas. Lembrando os incidentes de 1953, multidões peronistas saquearam onze igrejas de Buenos Aires, incluindo a Catedral Metropolitana. Em 16 de setembro de 1955, um grupo nacionalista católico do Exército e da Marinha, liderado pelo general Eduardo Lonardi, general Pedro E. Aramburu e almirante Isaac Rojas, liderou uma revolta de Córdoba. Eles tomaram o poder em um golpe três dias depois, que chamaram de Revolución Libertadora. Perón escapou com vida por pouco, deixando Nelly Rivas para trás, e fugindo na canhoneira ARP Paraguai oferecida pelo líder paraguaio Alfredo Stroessner, subindo o Rio Paraná.  
Àquela altura, a Argentina estava mais polarizada politicamente do que desde 1880. As elites latifundiárias e outros conservadores apontavam para uma taxa de câmbio que disparou de 4 para 30 pesos por dólar e para os preços ao consumidor que quase quintuplicaram. Empregadores e moderados geralmente concordaram, qualificando isso com o fato de a economia ter crescido mais de 40% (o melhor desempenho desde a década de 1920). Os desprivilegiados e os humanitários olhavam para trás como uma época em que os salários reais cresceram mais de um terço e melhores condições de trabalho chegaram junto com benefícios como pensões, assistência médica, férias remuneradas e a construção de um número recorde de escolas, hospitais, obras de infraestrutura e habitação. A taxa de mortalidade infantil foi reduzida de 80,1 por 1000 em 1943 para 66,5 por 1000 em 1953, enquanto a esperança de vida aumentou de 61,7 em 1947 para 66,5 em 1955. A taxa de analfabetismo foi significativamente reduzida, passando de 15% em 1945 para 3,9% em 1955.
No dia 16 de setembro de 1955, teve início uma rebelião militar, que ficou conhecida como Revolução Libertadora em Córdoba, que resultou, ao meio-dia do dia 19, na renúncia de Perón. Ele teve que se exilar, fixando-se na Espanha — e mesmo no exílio continuou sendo popular para os argentinos.

## Exílio de Perón, 1955-1973
Em seguida, Perón se estabelece em Madrid, onde, em 1961, se casou novamente, com María Estela Martínez de Perón. Durante os seus dezoito anos de exílio, Perón manteve sua influência política na Argentina. O regime militar do general Alejandro Lanusse (que tomou o poder em março de 1971) proclamou sua intenção de restaurar a democracia (no final de 1973) e permitir o restabelecimento dos partidos políticos, incluindo o partido peronista.
O governo militar, liderado pelo general Lanusse, convocou eleições presidenciais para 11 de março de 1973, mas Perón não podia concorrer. O movimento peronista ganhou as eleições com 49,59% dos votos, com a candidatura de Héctor José Cámpora a presidente e Vicente Solano Lima a vice-presidente, designados por Perón. Perón regressa à Argentina, em 1973.

## Terceiro mandato de Perón, 1973-1974

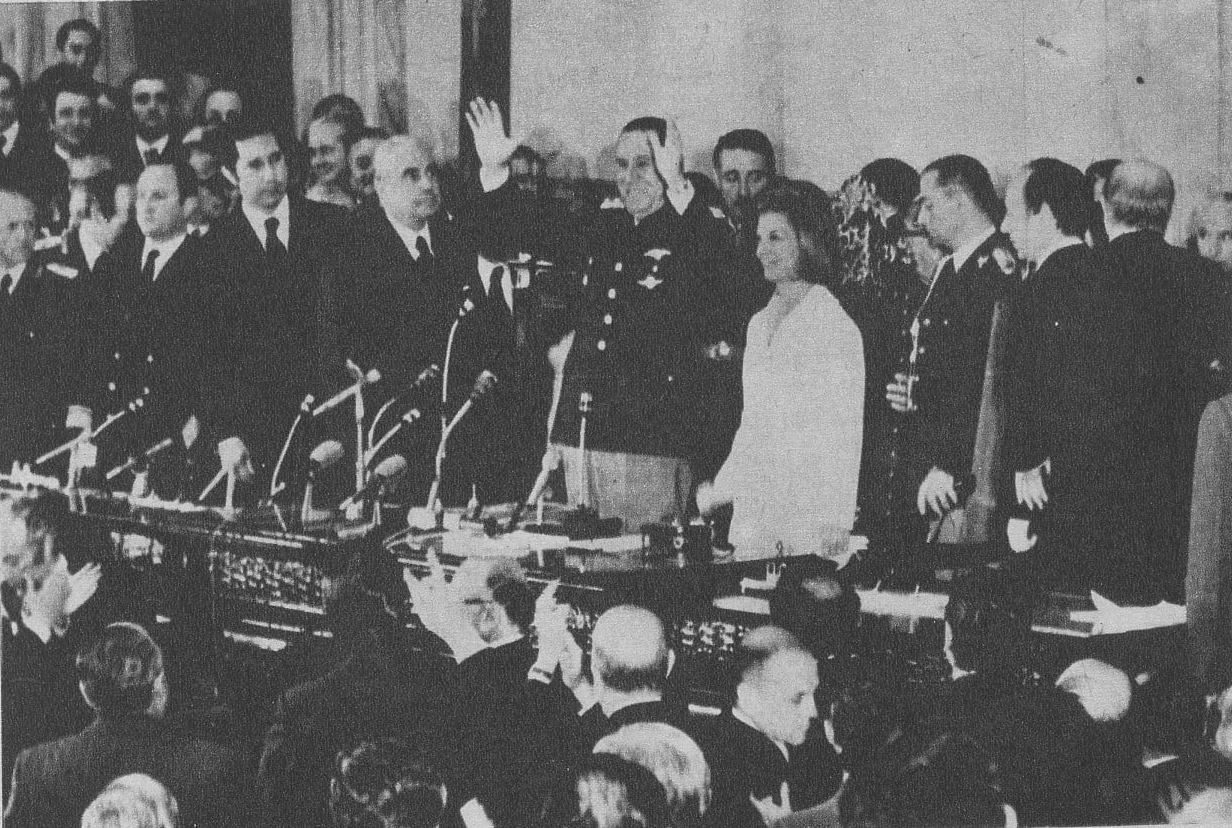
Perón ao assumir sua terceira presidência, após ser empossado perante a assembleia legislativa em 12 de outubro de 1973.

Uma vez no gabinete do presidente, Héctor Cámpora e o seu vice-presidente, Vicente Solano Lima, renunciaram e pediram novas eleições presidenciais, sem proibições, para 23 de setembro de 1973. A candidatura do Movimento Peronista foi a do casal Perón-Perón (Juan Domingo Perón, com o candidato a Presidente, e a esposa, Isabel Martínez de Perón, como candidata a Vice-Presidente), que elegeu-se com mais de 60% dos votos.
No entanto, esse terceiro mandato foi curto. No dia 1º de julho de 1974 Juan Domingo Perón faleceu. Isabel Perón — por quem os argentinos não tinham afeição — assumiu a Presidência da República, mas foi destituída pelos militares em 1976 e vive no exílio na Espanha. O corpo de Perón encontra-se sepultado no Museu Quinta 17 de Outubro, em Buenos Aires, na Argentina.